# UFC 33
UFC 33: Victory in Vegas è stato un evento di arti marziali miste tenuto dalla Ultimate Fighting Championship il 28 settembre 2001 al Mandalay Bay Events Center di Las Vegas, Stati Uniti.

## Retroscena
Fu il primo ed unico evento UFC a presentare ben tre incontri per tre differenti cinture.
Tito Ortiz avrebbe dovuto difendere il titolo dei pesi mediomassimi contro Vítor Belfort, ma quest'ultimo s'infortunò e venne rimpiazzato da Vladimir Matyushenko.
Dana White e molti critici ricordano questo evento come il peggiore della storia dell'UFC in termini di qualità dei combattimenti, giudizio dovuto anche al fatto che tutti gli incontri della card principale terminarono ai punti.
Alcuni canali televisivi addirittura interruppero la diretta a metà di uno degli incontri per il titolo di categoria.

## Risultati

### Card preliminare
- Incontro categoria Pesi Leggeri:  Din Thomas contro  Fabiano Iha

Thomas sconfisse Iha per decisione unanime a 15:00.
- Incontro categoria Pesi Medi:  Ricardo Almeida contro  Eugene Jackson

Almeida sconfisse Jackson per sottomissione (strangolamento triangolare) a 4:06 del primo round.
- Incontro categoria Pesi Welter:  Jutaro Nakao contro  Tony DeSouza

Nakao sconfisse DeSouza per KO (pugno) a 0:15 del secondo round.

### Card principale
- Incontro per il titolo dei Pesi Medi:  Dave Menne contro  Gil Castillo

Menne sconfisse Castillo per decisione unanime a 25:00 e divenne il primo campione dei pesi medi.
- Incontro categoria Pesi Welter:  Matt Serra contro  Yves Edwards

Serra sconfisse Edwards per decisione di maggioranza a 15:00.
- Incontro categoria Pesi Mediomassimi:  Chuck Liddell contro  Murilo Bustamante

Liddell sconfisse Bustamante per decisione unanime a 15:00.
- Incontro per il titolo dei Pesi Leggeri:  Jens Pulver (c) contro  Dennis Hallman

Pulver sconfisse Hallman per decisione unanime a 25:00 e mantenne il titolo dei pesi leggeri.
- Incontro per il titolo dei Pesi Mediomassimi:  Tito Ortiz (c) contro  Vladimir Matyushenko

Ortiz sconfisse Matyushenko per decisione unanime a 25:00 e mantenne il titolo dei pesi mediomassimi.